# Lambro
A Lambro (lombard nyelven Lamber vagy Lambar) egy olaszországi folyó, Lombardia régióban. Ghisallo mellett ered a Monte San Primo (1685 m) lejtőjén, nem messze a Comói-tótól. Átszeli a Vallassina völgyet, majd Asso, Ponte Lambro és Erba községeket és eléri a Pusiano-tavat. Monzában átszeli azt a híres parkot ahol I. Umbertó olasz királyt meggyilkolták. Itt két ágra szakad, melyek Milánóban egyesülnek ismét. Melegnano mellett felveszi két legfontosabb mellékfolyójának a Vattabia és a Lambro meridionale vizeit ezzel hozama csaknem megduplázódik. Orio Litta mellett a Póba torkollik. Noha neve a tiszta szó latin megfelelőjéből származik, egyike Olaszország legszennyezettebb folyóinak.